# 守脇洋介
守脇 洋介（もりわき ようすけ）は、日本のフィギュアスケート選手（アイスダンス）。パートナーは木下亜希子、石原由夏。暁星高等学校卒業。東京都出身。
1997年ユニバーシアード3位。

## 経歴
1990年、石原由夏とカップルを組み、全日本ジュニア選手権に出場し2位に入る。
1992年、木下亜希子とカップルを組み直し、全日本ジュニア選手権で2位に入る。その後、1993年と1994年の全日本ジュニア選手権で2連覇を果たす。
1995年、全日本選手権で都築奈加子/ラザグリアエフ組、河合彩/田中衆史組に次いで3位に入った。
1996年、初出場となったNHK杯で11位、全日本選手権で2位に入り、昨年より順位を上げた。1997年のユニバーシアードではオルガ・シャルテンコ/ドミトリー・ナウムキン組、ニーナ・ウラノワ/ミハイル・スチフーニン組に次いで3位に入り、はじめて国際大会で表彰台に立つ。

## 主な戦績
- 1990-1991シーズンは石原由夏とカップル。
- 1992-1997シーズンは木下亜希子とカップル。

| 大会/年              | 1990-91 | 1991-92 | 1992-93 | 1993-94 | 1994-95 | 1995-96 | 1996-97 |
| -------------------- | ------- | ------- | ------- | ------- | ------- | ------- | ------- |
| 全日本選手権         |         |         |         |         |         | 3       | 2       |
| 全日本ジュニア選手権 | 2       |         | 2       | 1       | 1       |         |         |
| NHK杯                |         |         |         |         |         |         | 11      |
| ユニバーシアード     |         |         |         |         |         |         | 3       |